# Hercules Inc.
A Hercules, Inc. foi uma empresa de manufatura norte-americana nas áreas de produtos químicos e munição, sediada em Wilmington, no Delaware, incorporada em 1912 como Hercules Powder Company após a queda do monopólio de explosivos da Du Pont pela Circuit Court dos EUA em 1911. A Hercules Powder Company tornou-se Hercules, Inc. em 1966, operando sob esse nome até 2008, quando foi incorporada à Ashland Inc.
Uma Hercules Powder Company anterior foi formada em 1882 pela DuPont e pela Laflin & Rand Powder Company. Esta empresa foi dissolvida em 30 de junho de 1904.
A Hercules foi um dos principais produtores de pólvora sem fumaça para guerra nos Estados Unidos durante o século XX. No momento da sua cisão, a DuPont Corp. reteve os processos e patentes para a produção de pólvoras de nitrocelulose "de base única", enquanto a Hercules recebeu patentes e processos para a produção de pólvoras de "base dupla" que combinavam nitrocelulose e nitroglicerina.

## Linhas de produtos

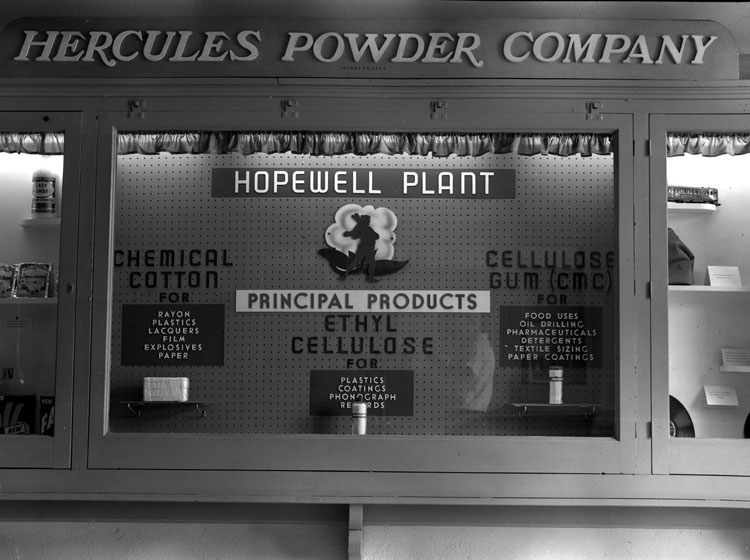
Vitrine exibindo produtos da Hercules na década de 1950.

### Pólvoras comerciais
Algumas das pólvores mais recentes comercializadas para recarregadores incluem os nomes de marca "Bullseye", "2400", "Reloder", "Unique" e "Red Dot". Essas pólvoras ainda estão sendo fabricadas pela Alliant Techsystems Inc. em Radford, Virgínia.

### Pólvoras herdadas da DuPont em 1912
- EC (Explosives Company)[6][7]
- WA .30 caliber[7]
- Sharpshooter[8][7]
- Bullseye[7][9][10]
- Lightning[7]
- Infallible[7]
- Unique[7][9][10]
- Bear[7]
- Military Rifle (MR) # 19[8]
  - HiVel # 2[7][6]
  - HiVel # 3[7]

### Pólvoras desenvolvidas pela Hercules Powder Company
- Hercules # 308[7]
- Hercules # 300[7]
- Pyro[7]
- Hercules # 2400[8][7][9][10]
- Red Dot[7][9][10]
- HiVel # 6[7]
- Herco[9][10]
- Green Dot[6][9][10]
- Reloder 7[6]
- Blue Dot[9][10]

### Produção de foguetes de combustível sólido
A partir de 1959, a Hercules começou a diversificar suas atividades produzindo motores de foguete de grande porte alimentados por combustível sólido, chegando a ser uma das principais empresas nessa área, fornecendo tanto para as três forças armadas, quanto para a NASA.

## Encerramento
A Hercules, Inc. operou sob este nome até 2008, quando foi incorporada pela Ashland Inc..